# Annesorhiza
Annesorhiza là chi thực vật có hoa trong họ Apiaceae.